# Tony Satchwell
Tony Satchwell (eigentlich Anthony William Satchwell; * 3. Februar 1953) ist ein ehemaliger britischer Diskuswerfer und Kugelstoßer.
Bei den British Commonwealth Games 1974 in Christchurch wurde er für Jersey startend jeweils Siebter im Diskuswurf und im Kugelstoßen.
1986 wurde er bei den Commonwealth Games in Edinburgh Zwölfter im Diskuswurf.
Bei den Island Games 1987 siegte er im Diskuswurf und im Kugelstoßen.

## Persönliche Bestleistungen
- Kugelstoßen: 17,25 m, 2. Juni 1984, London
  - Halle: 16,21 m, 30. Januar 1982, Cosford
- Diskuswurf: 53,54 m, 30. September 1973, Saint Clement